# Ballwil
Ballwil é uma comuna da Suíça, no Cantão Lucerna, com cerca de 2.272 habitantes. Estende-se por uma área de 8,77 km², de densidade populacional de 259 hab/km². Confina com as seguintes comunas: Eschenbach, Hochdorf, Hohenrain, Inwil, Sins (AG).
A língua oficial nesta comuna é o Alemão.